# Xou da Xuxa
Xou da Xuxa (en español El show de Xuxa) fue una serie de televisión infantil brasileña dirigida por Marlene Mattos y organizada por Xuxa Meneghel. Se estrenó en Globo TV entre el 30 de junio de 1986 y el 31 de diciembre de 1992, con 2000 ediciones completadas. Xou da Xuxa reemplazó el programa Balão Mágico. Posteriormente, se repitió entre enero y febrero de 1993, en la transición de los cambios de programación del transmisor. Luego, Globo reemplazó las repeticiones del show de Xuxa por las repeticiones del Mallandro Show, presentado por Sérgio Mallandro. Al mismo tiempo, también se exhibió el programa infantil Mundo da Lua TV Cultura. En la parrilla diaria de Globo TV, el show de Xuxa fue reemplazado por TV Colosso, mientras que el presentador preparó su programa que se muestra los domingos. 
Ocupando las mañanas de lunes a sábado, el programa incluyó imágenes del auditorio (en su mayoría concursos y números musicales) intercalados con dibujos animados. A pesar de las reacciones negativas sistemáticas de los intelectuales y críticos especializados, El show de Xuxa pronto se convirtió en el programa infantil más exitoso en la historia de la televisión brasileña, transformando a su presentadora en un fenómeno entre mediados de los 80 y principios de los 90. En 1993, debutó una versión en inglés de su programa en los EE. UU., pero fue impopular entre el público estadounidense y se canceló después de la primera temporada. El show de Xuxa fue el programa de televisión infantil brasileño más exitoso, que convirtió a su anfitriona en una celebridad durante los años 80 y 90.

## El programa
El show de Xuxa fue dirigida por Marlene Mattos, con Nilton Gouveia como coordinadora de producción. El programa salió del aire el 31 de diciembre de 1992.
El nombre del programa, en portugués, es un juego en la palabra portuguesa "xou", que significa "Yo soy" y un "Xuxaspelling" del término "show". Esto le da al nombre un doble significado, que puede entenderse como: "Pertenezco a Xuxa" o "Show de Xuxa".
El programa mostró obras de teatro, actos musicales, actos de circo, dibujos animados y sets especiales. Más de doscientos niños fueron elegidos para cada grabación. A través de su presentadora, el programa transmitió mensajes sobre la autoestima, el cuidado del medio ambiente y el uso de drogas.
Xuxa creó personajes que se convirtieron en marcas registradas. Las miembros del reparto de apoyo Andrea Veiga y Andrea Faria fueron dos de las primeras "Paquitas", o asistentes de Xuxa. Las paquitas solían vestirse con ropa inspirada en soldados de juguete con botas blancas. Dengue ( Roberto Bertin ), quien fue representado como un enorme mosquito con múltiples extremidades, y Praga ( Armando Moraes ), una tortuga, contribuyeron a animar al público infantil, ayudar al anfitrión y hacerse amigo de los niños.
El programa rápidamente se hizo popular. Xuxa se refirió a los niños como "baixinhos" (bajitos, pequeños), y llegó a llamarse "Rainha dos Baixinhos" ("Reina de los pequeños" o "Reina de los niños"). Su frase "beijinho, beijinho e tchau, tchau" ("besito, besito y adiós, adiós") también se hizo popular. Muchos productos fueron lanzados bajo la marca Xuxa, incluyendo muñecas, accesorios y ropa. La gama de ropa dio lugar a la moda de usar botas de cuero blanco, y las "xuxinhas" se hicieron populares entre las niñas y adolescentes.

## Impacto

### Ratings
| Calificaciones en la Región Metropolitana de São Paulo de acuerdo con IBOPE | Calificaciones en la Región Metropolitana de São Paulo de acuerdo con IBOPE |
| --------------------------------------------------------------------------- | --------------------------------------------------------------------------- |
| Año                                                                         | Calificaciones                                                              |
| 1986                                                                        | 27 puntos                                                                   |
| 1989                                                                        | 35 puntos                                                                   |
| 1990                                                                        | 28 puntos                                                                   |
| 1991                                                                        | 29 puntos                                                                   |
| 1992                                                                        | 26 puntos                                                                   |
| Calificación promedio                                                       | 23 puntos                                                                   |

### Versiones

#### Argentina
El éxito de "El show de Xuxa" llevó a un esfuerzo por conquistar los mercados internacionales, con resultados mixtos. La versión argentina del programa, El Show de Xuxa, fue considerada un éxito, alcanzando una audiencia estimada de 33 millones.

#### Estados Unidos
La versión de Estados Unidos, Xuxa, fue lanzada en inglés. La dificultad de Xuxa con el idioma inglés y los problemas culturales se citaron entre los motivos por los que duró solo una temporada.
Un análisis ofrecido por Riordan y Meehan de la recepción de El show de Xuxa, propone diferentes percepciones culturales y actitudes hacia la "sensualidad" de la presentadora, y sus interacciones con los niños en el programa como una explicación del fracaso para trasladar el programa a una versión estadounidense. Un razonamiento similar se encuentra en otras lecturas, con afirmaciones de que la imagen de Xuxa, en lugar del espectáculo en sí, puede haber sido una barrera para el éxito del programa en los mercados de Estados Unidos y Argentina. En una película titulada Amor Estranho Amor, del director brasileño Walter Hugo Khouri, Xuxa interpreta a una joven prostituta que tiene un encuentro sexual con un niño más joven. Shaw y Dennison citan esta película al sugerir, como Riordan y Meehan, que las diferentes percepciones culturales hacia la sexualidad entre la América del Norte y la del Sur podrían haber influido en el éxito de Xuxa.
Otra razón ofrecida fueron las diferentes longitudes de programación entre las transmisiones de Estados Unidos y Brasil. Si bien la versión brasileña del programa se emitió durante una hora por episodio y se mostró durante toda una mañana de tiempo de transmisión, solo ejecutivos de televisión seleccionaron un segmento de 30 minutos para las audiencias de la televisión estadounidense. Esto a su vez, según la teoría, impidió que Xuxa estableciera una conexión con sus audiencias que ya estaban menos familiarizadas con su personalidad de estrella brasileña establecida.
Una tercera razón para que el programa no haya tenido éxito en Estados Unidos es que Xuxa contradijo las percepciones establecidas sobre los cánones de belleza latinoamericanas, porque era una mujer brasileña caucásica, rubia y de ojos azules.  La construcción común de la etnicidad latinoamericana en los Estados Unidos va en contra del concepto de la existencia de personas de piel clara, rubias y de ojos azules como latinoamericanas. Si bien esta construcción representa un estereotipo, se ofrece como una razón por la cual otras latinas, como Carmen Miranda, Rosie Perez o Jennifer Lopez han alcanzado el estrellato en los Estados Unidos, mientras que Xuxa no lo hizo. En esencia, esta línea de razonamiento sostiene que Xuxa era "demasiado rubia" para ser ampliamente aceptada en América del Norte como una estrella latinoamericana.

### Recepción de la crítica
Desde sus inicios, El show de Xuxa sufrió un intenso interrogatorio por parte de intelectuales, políticos y periodistas, quienes combinaron críticas del programa y del presentador.

### Premios
- Troféu Imprensa - Mejor programa infantil (Ganado 1987–1993)

## Logotipo
El logotipo usado por todo el programa se trata de una composición formada por la palabra "Xuxa" en tipografía similar a Avant Garde, junto a las palabras "Xou da" en la pendiente izquierda de la "X" de "Xuxa" y con la misma fuente (sólo que más condensada). El logotipo es rodeado por tres líneas con los colores del arco iris, que van desde la parte inferior de la "X" de "Xuxa" hasta la parte derecha. A lo largo del tiempo, el logotipo sufrió unos cambios, pero la estructura original siempre se mantuvo.